# Placey
Placey település Franciaországban, Doubs megyében. Lakosainak száma 193 fő (2022. január 1.). Placey Noironte, Audeux, Franey, Lavernay, Mazerolles-le-Salin és Recologne községekkel határos.

## Népesség
A település népességének változása:
| Lakosok száma | 70   | 151  | 164  | 168  | 173  | 191  | 198  | 198  | 196  | 193  |
|               | 1968 | 1982 | 1990 | 2006 | 2013 | 2015 | 2017 | 2019 | 2020 | 2022 |